# Сулпан Абдрахимова
Сулпан Даминдаровна Абдрахимова е башкирска театрална и филмова актриса. Разказвач и драматург.
През 1989 г. завършва Уфимския държавен институт по изкуствата „Загир Исмагилов“.
Литрратурният дебют на Сулпан Абдрахимова е в Сибайският башкирски драматичен „Арслан Мубаряков“ през 2024 г. с трагикомедията „Тапширилмаган Хаттар“. От 2019 г. работи като актриса в Националния младежки театър на Република Башкортостан „Мустай Карим“ в Уфа. През 2024 г. е удостоена със званието Заслужил артист на Република Башкортостан.

## Творчество

### Като драматург
| Произведения                                                    | Произведения |
| Заглавие                                                        | От           |
| --------------------------------------------------------------- | ------------ |
| Тапширилмаган Хаттар (До востребования, Хочу забраться на луну) | 2024         |

### Като актриса
| Спектакъл                  | Спектакъл | Спектакъл            |
| Заглавие                   | От        | Роля                 |
| -------------------------- | --------- | -------------------- |
| Айболит и Бармалей         | 2019      | Барбос               |
| Uykarimdan gyna yugalma... | 2020      | 1-ва леля            |
| Aҡ mөғzhiziә               | 2020      | По-възрастната майка |
| Ханума                     | 2021      | Ануш                 |
| Башгорт туй                | 2021      | В масовката          |
| Аҡһаҡ                      | 2024      | Съседката            |

### Филмография
| Произведения | Произведения | Произведения   |
| Заглавие     | От           | Роля           |
| ------------ | ------------ | -------------- |
| Сестрёнка    | 2019         | Бабата на Ямил |